# HMS Neptune (1757)
Pour les autres navires du même nom, voir HMS Neptune.
Le HMS Neptune est un vaisseau de ligne de 2e rang armé de 90 canons en service dans la Royal Navy. Construit selon les standards de 1745 (en) modifiés en 1750, il est lancé le 17 juillet 1757.
Le HMS Neptune sert en 1757 de navire-amiral au vice-amiral Charles Knowles, ayant alors à son bord le futur amiral et gouverneur de Nouvelle-Galles du Sud John Hunter.
Le HMS Neptune est transformé en ponton en 1784, et joue ce rôle jusqu'à sa destruction en 1816.